# Il mostro della California
Il mostro della California è un film horror fantascientifico del 1956 diretto da Fred F. Sears ed interpretato da Don Megowan e Joyce Holden.

## Produzione
Il film è stato girato nella foresta nazionale di San Bernardino in California. Sebbene la maggior parte delle fonti moderne concordi sul fatto che Mountaincrest sia in realtà la città di Big Bear Lake, situata sullo stesso Big Bear Lake, lo storico del cinema John Johnson colloca il luogo come Fawnskin, anch'esso sul Big Bear Lake.
Secondo l'American Film Institute, le riprese si sono svolte tra il 10 e il 20 dicembre 1955.
Sebbene i titoli sullo schermo recitano "introducing Steven Ritch", secondo l'AFI, l'attore era apparso in "diversi film" prima de Il mostro della California.

## Distribuzione
Negli Stati Uniti, il film è stato presentato in anteprima a Los Angeles il 13 giugno 1956 ed è uscito nelle sale a luglio come secondo lungometraggio in doppia programmazione con La Terra contro i dischi volanti. Nel Regno Unito è stato distribuito in doppia programmazione con Banditi atomici. Il film ha ricevuto un certificato X dal British Board of Film Censors, che ne autorizza la distribuzione nel Regno Unito ma ne vieta la visione a persone di età inferiore ai 16 anni. Dopo essere uscito nelle sale del Regno Unito nell'agosto 1956, è stato distribuito nei Paesi Bassi nel 1957 e in Argentina nel 1958, quindi in date non specificate in Francia, Brasile, Messico, Australia, Finlandia, Unione Sovietica, Spagna, Portogallo e Italia. La Columbia Pictures ha distribuito il film nelle sale negli Stati Uniti, nel Regno Unito e nei Paesi Bassi.